# Gaur
Gauren (Bos gaurus H. Smith, eller Bos frontalis Lambert) är en art av slidhornsdjur (familj Bovidae), som förekommer i Sydasien och Sydostasien. De största populationerna finns idag i Indien. Gauren hör till underfamiljen oxdjur (Bovinae), tillsammans med bison, nötboskap, jak och vattenbuffel. Gauren är den vildboskap som blir störst, större än afrikansk buffel, den utdöda uroxen (anfader till nötboskapen), vild vattenbuffel eller bison. Den kallas även seladang eller, i samband med safariturism, indisk bison.
Domesticerade gaur kallas gayal eller mithun.

## Förekomst
Gaur finns i Bangladesh, Bhutan, Kambodja, Kina, Indien, Laos, Malaysia (Malackahalvön), Myanmar, Nepal, Thailand och Vietnam. Gaur har även funnits på Sri Lanka, men är numera utrotad där.

## Utseende

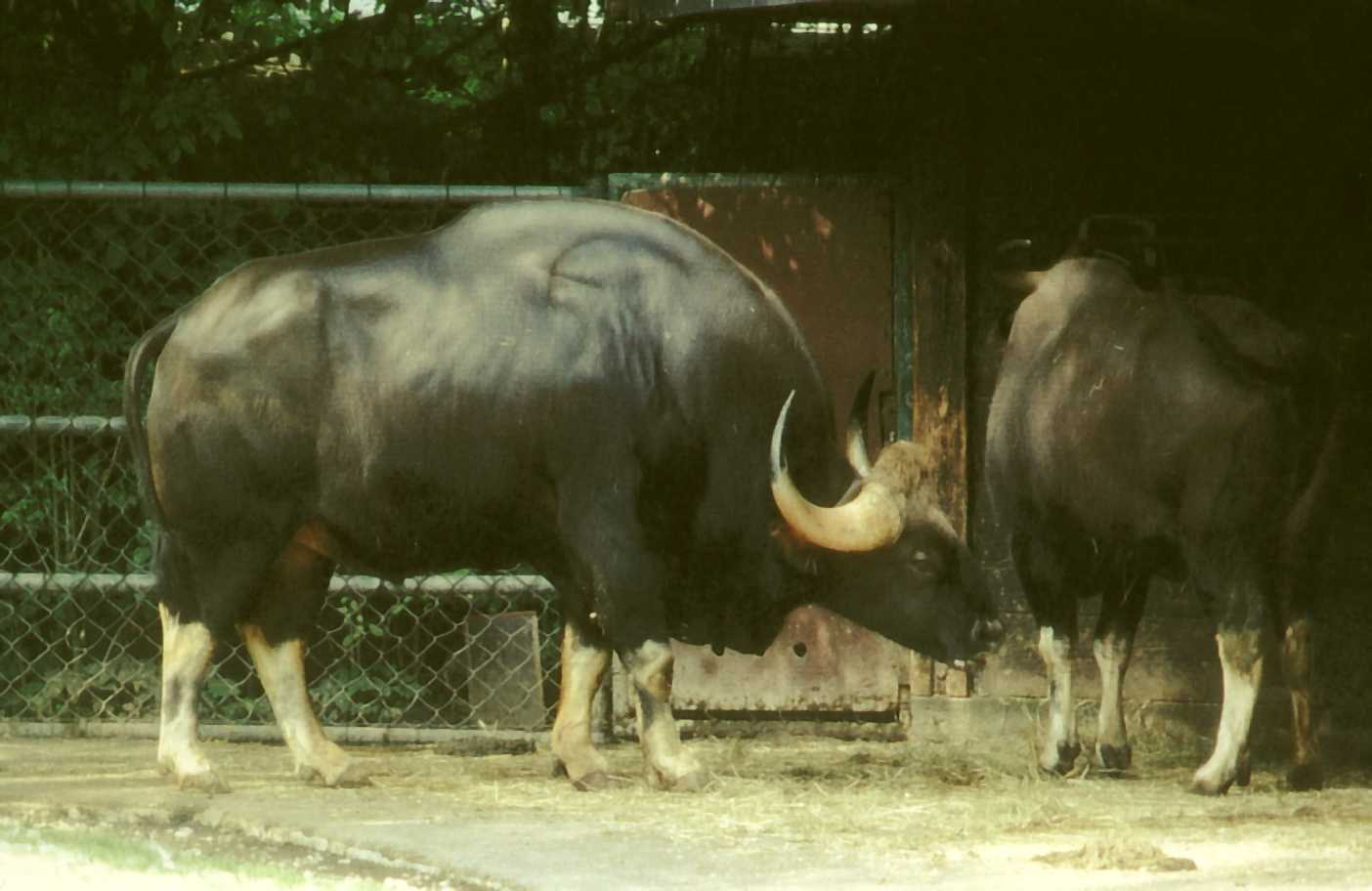
Tjur med den karakteristiska profilen.

Gauren sägs likna vattenbuffel fram och nötkreatur bak. De är störst och starkast av alla boskapsarter och hör till de största landdjuren - bara elefant, noshörning och flodhäst blir större. Hanar har mycket muskulös kropp, och intrycket förstärks av en markant "puckel" (som bildas av de första ryggkotornas taggutskott) på rygg och nacke, samt en stor dröglapp. Hondjuren är avsevärt mindre, och såväl puckel som dröglapp är proportionellt mindre.
Den mörkbruna pälsen är kort och tät. Nedre delen av extremiteterna har en vit till ljusbrun färg.
Kroppslängden (huvud och bål) är 250 till 330 cm, mankhöjden är 170 till 220 cm (hanar i genomsnitt 180–190 cm, hondjur ca 20 cm lägre.) och svanslängden är 70 till 100 cm. Tjurar har ofta en vikt av 1 000–1 500 kg och hondjur väger 700–1 000 kg. Vikten varierar dock mellan underarterna. En indisk hane väger i genomsnitt 1 300 kg, de största individerna möjligen över 2 000 kg. En malaysisk gaur, däremot, är minst och väger omkring 1 000–1 300 kg.

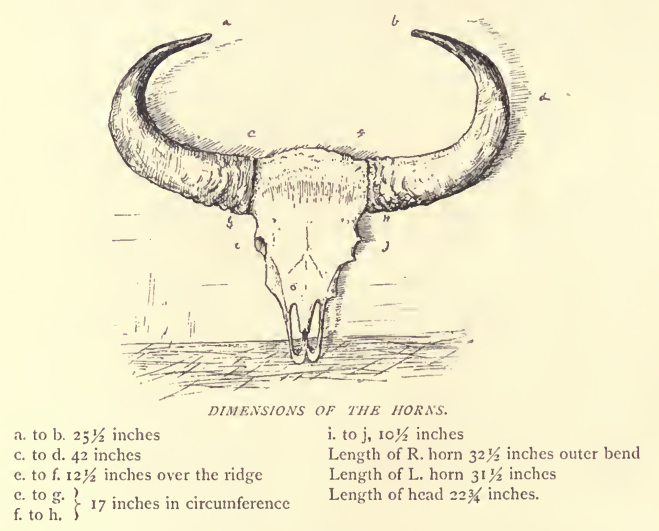
Skiss på hornens mått.

Gauren har en hög, konvex ås på pannan mellan hornen, som i sin tur är vinklade framåt, vilket tillsammans med "puckeln" på ryggen gör att profilen blir mycket karakteristisk. Öronen är stora, svansen når precis ner till hasorna, och på gamla tjurar blir pälsen mycket gles på ryggen. Klövarna är smala och spetsiga.
Den vuxna hanen är mörkt brun, gamla djur är nästan svarta. Övre delen av huvudet, från strax över ögonen till nacken, är däremot askgrått eller ibland smutsvitt. Mulen är blek, och den nedre delen av benen vita eller gulbruna. Kor och unga tjurar är blekare, ibland med ett rödaktigt inslag, mest framträdande hos de djur som finns i torra och öppna landskap.
Båda könen har horn, som växer ut från sidan av huvudet och böjer av uppåt. Hornen har jämn böjning hela vägen, och pekar inåt och svagt bakåt vid spetsarna. Färgen är blekgrön eller gulaktig, förutom spetsen som är svart. De blir 32–80 cm långa.

## Ekologi och levnadssätt

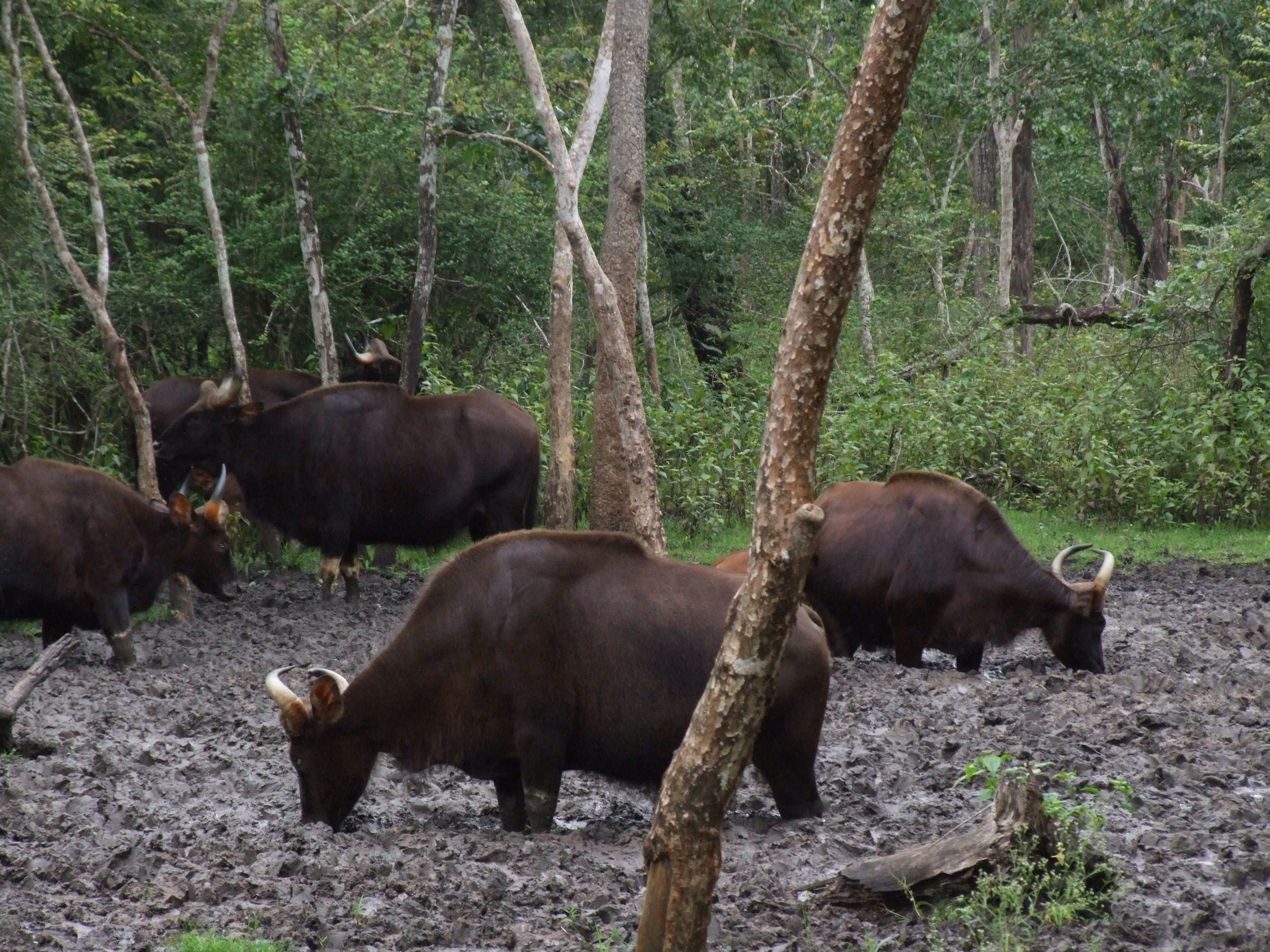
Vilda gaur vid en naturlig saltförekomst i Nagarhole nationalpark

I januari–februari lever gaur i små grupper om 8 till 11 djur, varav en är tjur. I april–maj kan fler tjurar ansluta sig till gruppen för att para sig, och vissa tjurar kan ambulera från grupp till grupp för att para sig med många kor. I maj–juni lämnar de gruppen och kan bilda grupper med bara tjurar, eller leva solitärt. Grupperna vandrar 2–5 km om dagen och håller sig till ett eget "hemområde", som dock kan överlappa med andra grupper – på så sätt kan större grupper om upp till 50 djur bildas. Genomsnittlig populationstäthet är 0,6 djur per km2, och hemområdets storlek omkring 80 km2.
Ostörda är gaur huvudsakligen dagaktiva djur. Där de utsatts för störningar från människa har de blivit företrädesvis nattaktiva, och ses sällan i det öppna efter klockan åtta på morgonen. Under torrsäsongen sammanstrålar grupperna till små områden, för att sedan spridas ut i bergen när monsunen anländer. Gaur behöver naturligtvis dricksvatten, men de verkar inte bada eller vältra sig i vattendrag.
Tack vare sin storlek och styrka har gauren få naturliga fiender. Saltvattenkrokodil, leopard och asiatisk vildhund i flock kan vid enstaka tillfällen attackera oskyddade kalvar eller sjuka djur, men bara tiger har rapporterats kunna döda en fullvuxen gaur. Däremot finns det flera fall där tiger dödats av gaur, i ett fall skadades en tiger ett flertal gånger och trampades till döds i en längre kamp med en gaur. Vid en annan händelse låg kroppen av en stor tigerhanne vid ett lite avbrutet träd, där en stor tjur några dagar tidigare slängt tigern mot trädet så att den dog. När de hotas av en tiger ställer sig de vuxna djuren ofta i en ring runt de sårbara kalvarna för att skydda dem. Gaur har även observerats ställa sig runt kroppen av en nyss dödad kalv, så att tigern inte skulle kunna komma åt den. Gaur har också setts avancera i grupp mot en smygande tiger, så att den tvingats ge upp jakten. Gaur är inte lika aggressiv mot människan som vild vattenbuffel.
En grupp leds av en äldre, vuxen ko (en matriark). Tjurar kan leva ensamma. Under parningssäsongen vandrar tjurar vida omkring i jakt på brunstiga kor. Ingen särskild kamp mellan tjurarna har noterats, tydligen är storleksskillnaden tillräckligt avgörande. Tjurarna har ett brunstläte som kan höras över 1½ km. Ett visslande ljud verkar fungera som varningssignal, och ett lågt koliknande råmande förekommer.
I några regioner i Indien där störning från människor är sällsynt är gaur timida och skygga; när de störs försvinner de in i djungeln med förvånansvärd fart. I sydostasien och i södra Indien, där de är vana vid människor, säger lokalbefolkningen att de däremot är modiga och aggressiva. De går ofta ner till fälten och betar jämsides med tamboskap, som de ibland dödar i strider. Tjurar kan gå till attack oprovocerat, i synnerhet under sommaren när hettan och parasitiska insekter gör dem mer lättretade än vanligt.

## Födan

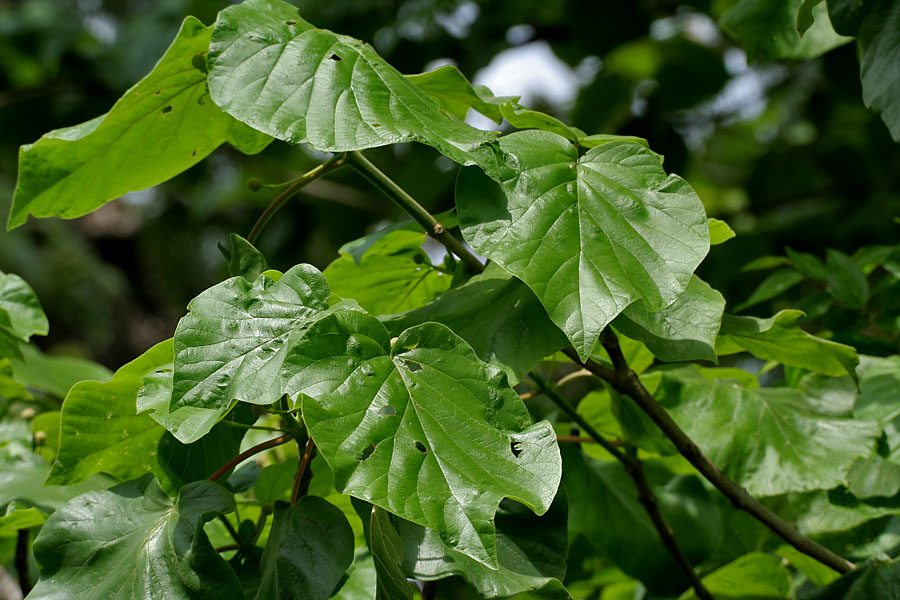
Haldina cordifolia

Gauren livnär sig huvudsakligen på gräs, örter, buskar och träd (företrädesvis löven). Omkring 60 % av dagen ägnas åt födointag, koncentrerat till morgon (ca 6.30–8.30) och eftermiddag (ca 17.30–18.45). Den varmaste tiden på dagen (ca 13.30–15.30) vilar de i skuggan av större träd.
Gauren betar fler sorters växter än något annat hovdjur i Indien. I huvudsak föredras växternas övre delar, som löv, stam, gräsfröer och gräsblommor. Under monsunperioden domineras näringsintaget av gräs och örter, och under sommaren av träd. Vintertid är fördelningen ganska jämn.
Under sommaren äter gauren bark, orsaken kan vara brist på färskt gräs, men också brist på mineraler, spårämnen eller fiber. Främst äts bark av teak (Tectona grandis) och cashew (Anacardium occidentale), men även av andra trädarter, som Haldina cordifolia, Holarrhena antidysenterica och Wendlandia thyrsoidea. Höga halter av kalcium (22 400 ppm) och fosfor (400 ppm) har uppmätts i teak.

## Liv och reproduktion
Gauren föder en kalv, undantagsvis två, efter en dräktighet på cirka 275 dagar. Kalvarna är avvanda efter sju till tolv månader. Djuren blir könsmogna vid två till fyra års ålder, och parning sker året om, med viss koncentration till perioden december till juni. I fångenskap kan djuren bli upp till trettio år gamla.

## Hot och status
Gauren listas av IUCN som hotad art. Beståndet uppskattas till mellan 13 000 och 20 000 individer, men siffrorna anses osäkra och föga mer än gissningar. Jakt, habitatförlust och konkurrens med tamboskap är de största problemen, men även sjukdomar som till exempel mul- och klövsjuka kan spridas från tamboskap och utgöra hot.

## Underarter
- Bos gaurus laosiensis Heude, 1901, finns från Myanmar till Kina och ner till Thailand och Vietnam. Detta är den mest hotade varianten, och förekommer utspridd i små populationer i fragmenterade skogsområden. Många av dessa grupper är för små för att vara genetiskt livskraftiga, i synnerhet som det inte kan förekomma naturligt genetiskt utbyte mellan grupperna då de inte kan komma i kontakt med varandra. I kombination med tjuvjakt gör detta att risken är stor att denna underart snart dör ut.
- Bos gaurus gaurus, finns i Indien, Bangladesh, Nepal och Bhutan. Kallas även "Indisk bison". Detta är den talrikaste varianten och står för mer än 90 % av totalbeståndet i världen.

- Bos gaurus hubbacki, finns i Thailand och Malaysia. Detta är den minsta varianten.
- Bos gaurus frontalis, den domesticerade varianten. Troligen är detta en hybrid mellan gaur och tamboskap.

Antalet underarter är dock omdiskuterat. IUCN räknar, tills vidare, endast B. g. gaurus och B. g. laosiensis som (vilda) underarter.
Tidigare ansågs gauren vara närmast släkt med bison, men genetiska analyser har visat att de är närmare släkt med tamboskap, och de kan producera fertila hybrider. De bedöms vara närmast släkt med banteng, och skall kunna producera fertila hybrider även med dessa.

## Taxonomi
Den vilda populationen och den tama varianten anses ibland vara skilda arter. Den vilda benämns då Bos gaurus och den tama (gayal) Bos frontalis Lambert, 1804.
Om de i stället anses vara en och samma art skulle egentligen, enligt nomenklaturreglerna, namnet Bos frontalis användas, då det myntades först.
2003 "konserverade" dock ICZN (i ställningstagandet Opinion 2027) namnet Bos gaurus för den vilda varianten, medan Bos frontalis kan användas för den domesticerade.